# Daniel Abineri
Daniel Abineri (ur. 8 sierpnia 1958) – angielsko-australijski aktor, autor tekstów piosenek i dramaturg. Stał się znany jako autor książki, muzyki i tekstu kontrowersyjnego musicalu: Bad Boy Johnny and the Prophets of Doom i jako czarny charakter Jake Sanders, młodszy brat Grega Marsdena (w tej roli James Reyne) w miniserialu Powrót do Edenu (Return to Eden, 1986).

## Życiorys

### Wczesne lata
Przyszedł na świat jako jeden z czwórki dzieci Hilary (z domu Bamford) i Johna Abineri, brytyjskiego aktora znanego m.in. z roli Herna w serialu Robin z Sherwood. Wychowywał się razem z dwoma braćmi - starszym  Sebastianem (ur. 1954) i Robertem oraz siostrą Jasmine.

### Kariera
Podobnie jak jego starszy brat, rozpoczął karierę w teatrze w Anglii. Po debiucie telewizyjnym w sitcomie Thames Wiosna i jesień (Spring and Autumn, 1976), pojawił się w dwóch odcinkach serialu BBC Król Cinder (King Cinder, 1977). Zaskarbił sobie sympatię telewidzów jako ksiądz Neil Boyd w serialu komediowym ITV Błogosławieństwo mojego ojca (Bless Me Father, 1978-81). Po raz pierwszy pojawił się na kinowym ekranie w dramacie familijnym International Velvet (1978) u boku Tatum O’Neal, Christophera Plummera i Anthony’ego Hopkinsa.
W 1979, w wieku 21 lat, wystąpił w roli doktora Franka N. Furtera, który jest kosmicznym transwestytą z Transseksualnej Transylwanii w musicalu The Rocky Horror Show na West Endzie, Australii i Nowej Zelandii. W 1986 wyreżyserował nowozelandzki musical The Rocky Horror Show z udziałem Russella Crowe.
W 1994 w Londynie jego kontrowersyjny spektakl Bad Boy Johnny and the Prophets of Doom z Russellem Crowe spowodował sprzeciw Kościoła rzymskokatolickiego i został zdjęty po zaledwie dziewięciu wystawieniach.
Był także producentem telewizyjnych filmów dokumentalnych, w tym dla BBC Hit Wonders (1997), Granada TV Walk on the Wild Side i UKTV Murder and Celebrity.
W 2006 w Baghdad Radio Mix nagrał piosenkę „Mr. President” (Panie Prezydencie. Hymn do przywódcy wolnego świata), bezkompromisowy protest song przeciw rządom George’a W. Busha.

## Życie prywatne
Rozwiedziony z Julie, z którą ma troje dzieci. Ponownie ożenił się z dziennikarką i producentką telewizyjną Claudią Emmą Rosencrantz (ur. 1959). Mają córkę Lolę (ur. 1998).

## Filmografia
| filmy fabularne | filmy fabularne                                                              | filmy fabularne | filmy fabularne | filmy fabularne |
| Rok             | Tytuł                                                                        | Rola            | Reżyser         |                 |
| --------------- | ---------------------------------------------------------------------------- | --------------- | --------------- | --------------- |
| 1978            | International Velvet                                                         | Wilson          | Bryan Forbes    |                 |
| 1980            | Phoelix                                                                      |                 | Anna Ambrose    |                 |
| 1997            | Daj mi głowę Mavis Davis/Zabójcza kariera (Bring Me the Head of Mavis Davis) | Bruce           | John Henderson  |                 |

| 1976    | Wiosna i jesień (Spring and Autumn)            | Kojak                      |
| 1977    | Król Cinder (King Cinder)                      | Lacey                      |
| 1978    | Tajemnice armii (Secret Army)                  | sierżant Mick Murray       |
| 1978    | Scene                                          | Paul Summers               |
| 1978-81 | Błogosławieństwo mojego ojca (Bless Me Father) | ksiądz Neil Boyd           |
| 1981    | Together                                       | Tony Sutton                |
| 1984    | Sweet and Sour                                 | Leo                        |
| 1986    | Powrót do Edenu (Return to Eden)               | Jake Sanders               |
| 1992    | Cluedo                                         | dr George 'Gorgeous' Guise |
| 1993    | Bill (The Bill)                                | Shelburn                   |